# 日本電磁波エネルギー応用学会
特定非営利活動法人日本電磁波エネルギー応用学会（にほんでんじはえねるぎーおうようがっかい、英；Japan Society of Electromagnetic Wave Energy Applications、略称;JEMEA）は、電磁波エネルギーの応用に関する基礎的研究及びその応用技術の進歩並びに知識の普及を図り、もって学術文化の進歩普及、産業の発展及び生活の向上に寄与することを目的として設立された（定款３条、細則２条）。電磁波エネルギーの応用としては、マイクロ波化学、マイクロ波工学が例示される。

## 概要
2006年に日本電磁波応用研究会とマイクロ波応用技術研究会を母体として日本電磁波エネルギー応用学会が設立され、2007年（平成19年）5月23日にNPOとして法人格を取得した（法人番号7010905001746）。
主たる事務所の所在地は、東京都世田谷区世田谷四丁目２８番１号　国士舘大学７号館７１４研究室内。

## 理事長
令和5年度　望月大（東京電機大学）
令和4年度　堀越智（上智大学）
令和3年度　福島英沖（名古屋大学）
初代　二川桂央（国士舘大学）

## 学術雑誌
編集委員会が、日本電磁波エネルギー応用学会論文誌及び日本電磁波エネルギー応用学会機関誌を編集、発行する。論文誌は年に一回、発行する。機関誌は年に２回、発行する。